# Coleophora univittella
Coleophora univittella is een vlinder uit de familie kokermotten (Coleophoridae). De wetenschappelijke naam is voor het eerst geldig gepubliceerd in 1880 door Staudinger.
De soort komt voor in Europa.